# 全国人民代表大会常务委员会关于香港特别行政区立法会议员资格问题的决定
《全国人民代表大会常务委员会关于香港特别行政区立法会议员资格问题的决定》是中华人民共和国全国人民代表大会常务委员会（下稱全國人大常委會）针对香港特别行政区立法会议员资格问题做出的决定及针对《中华人民共和国宪法》做出的解释。经第十三届全国人大常委会第二十三次会议审议，于2020年11月11日通过，即时生效。

## 背景
2020年7月30日，发生2020年香港立法會參選人被取消參選資格風波，杨岳桥、郭荣铿、郭家麒、梁继昌等时任第六届立法会议员参选第七届立法会议员，被宣布提名无效。但是，2020年8月11日，第十三屆全國人大常委会通过了《关于香港特别行政区第六届立法会继续履行职责的决定》。该决定指出，因应2019冠狀病毒病香港疫情，2020年9月30日后，香港特别行政区第六届立法会继续履行职责，不少于一年，直至香港特别行政区第七届立法会任期开始为止；香港特别行政区第七届立法会依法产生后，任期仍为四年。而被宣布参选提名无效者得以延任至下一届香港立法会产生，由此，《宪法》及《基本法》在香港的实施出现了香港政府认为无法解决的宪制性问题。
为解决四位立法会议员的延任资格问题，香港特别行政区行政长官向中华人民共和国国务院（下稱中央人民政府）提出请求。中央人民政府根据香港特别行政区行政长官的请求，向第十三屆全國人大常委會提交了就香港特区立法院议员资格问题做出决定的议案，即《国务院关于提请就香港特别行政区立法会议员资格问题作出决定的议案》。随后，第十三届全國人大常委会第二十三次会议审议了此议案，并根据《中华人民共和国宪法》第五十二条、第五十四条、第六十七条第一项的规定和《中华人民共和国香港特别行政区基本法》、《全国人民代表大会关于建立健全香港特别行政区维护国家安全的法律制度和执行机制的决定》、《中华人民共和国香港特别行政区维护国家安全法》以及《全国人民代表大会常务委员会关于〈中华人民共和国香港特别行政区基本法〉第一百零四条的解释》，发布上述決定。

## 内容
此次决定中有三项内容：
1. 香港特别行政区立法会议员，因宣扬或者支持“港独”主张、拒绝承认国家对香港拥有并行使主权、寻求外国或者境外势力干预香港特别行政区事务，或者具有其他危害国家安全等行为，不符合拥护中华人民共和国香港特别行政区基本法、效忠中华人民共和国香港特别行政区的法定要求和条件，一经依法认定，即时丧失立法会议员的资格。
2. 本决定适用于在原定于2020年9月6日举行的香港特别行政区第七届立法会选举提名期间，因上述情形被香港特别行政区依法裁定提名无效的第六届立法会议员。
今后参选或者出任立法会议员的，如遇有上述情形，均适用本决定。
3. 依据上述规定丧失立法会议员资格的，由香港特别行政区政府宣布。

## 影響
2020年11月4日香港立法會會議後，有建制派议员指责泛民主派议员沒有履行議員應有的職能和違反就職時效忠《香港基本法》及為香港服務的誓言，请求政府申请司法覆核来取消这些议员资格。2020年11月6日之后，有消息指全國人大常委會會議議程加入取消民主派議員資格的議案，民主派宣布，如果中央同意决定，民主派全体议员会集体请辞。

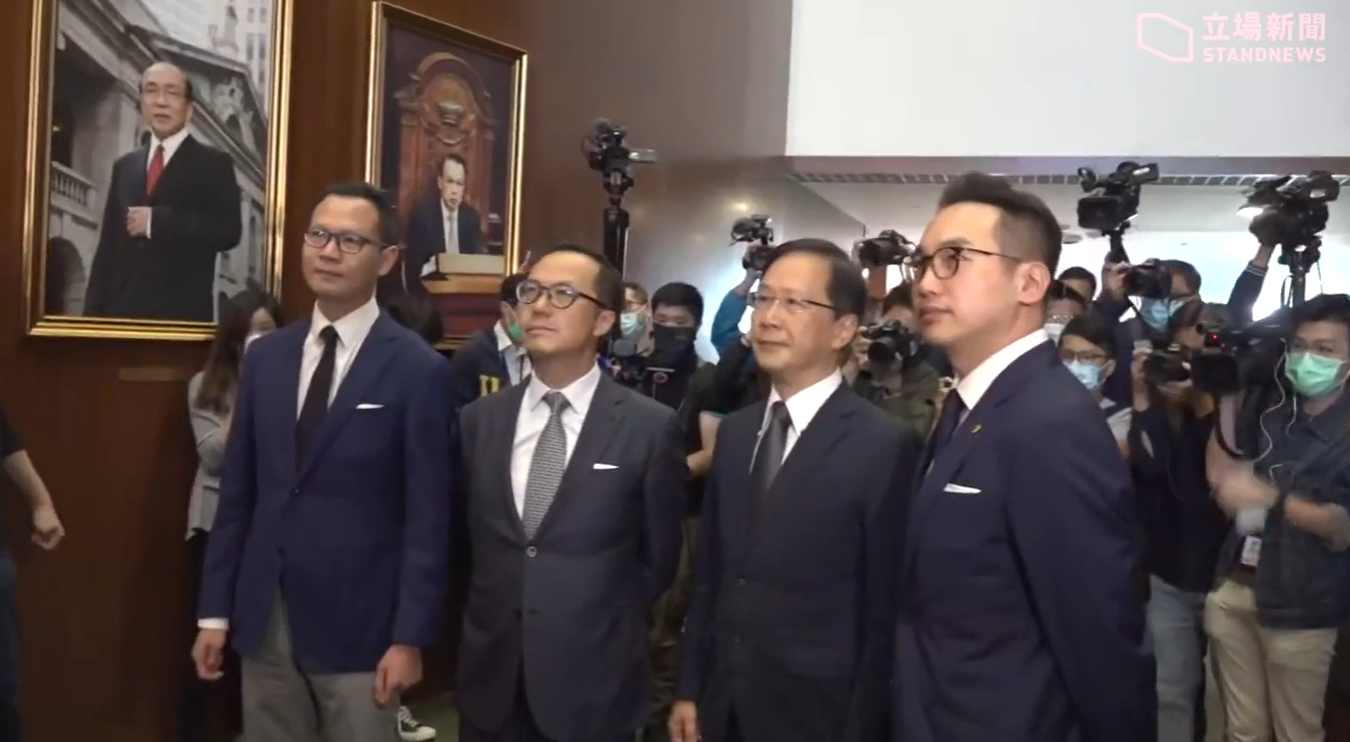
郭榮鏗、梁繼昌、郭家麒、楊岳橋（左至右）被褫奪議員資格後見記者

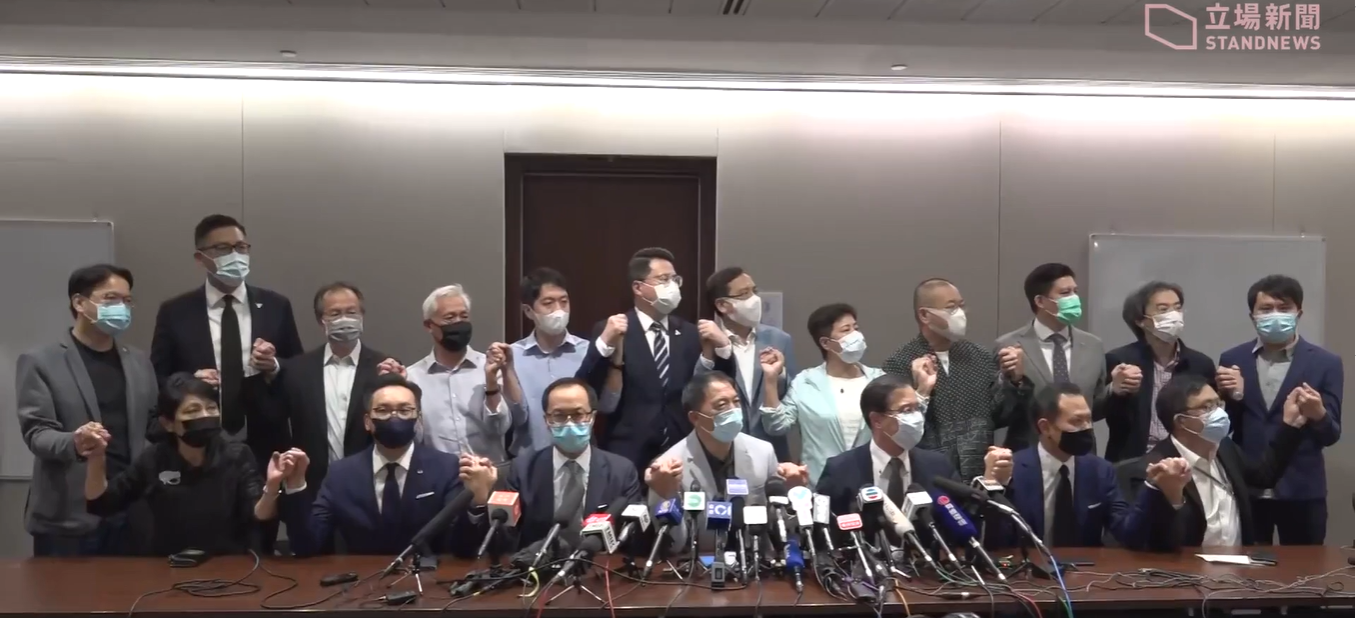
15名民主派立法會議員連同4名被褫奪資格的前議員見記者宣佈集體請辭

2020年11月11日，香港特别行政区政府随后通告，根據全國人大常委會的決定，楊岳橋、郭榮鏗、郭家麒、梁繼昌喪失香港立法會議員資格，并將全國人大常委會的決定刊憲。除此四人外，其余15名民主派立法会议员傍晚召开记者会，正式宣布集体总辞。立法會秘書處傍晚回覆稱，已收到15名立法會議員的辭職信，當中民主黨許智峯的辭職11月12日生效，議會陣線毛孟靜的請辭11月13日生效；其餘13名議員辭職信的生效日期在12月1日，他們會任職至11月30日。熱血公民的鄭松泰和功能界別醫學界的陳沛然則決定繼續留任，使立法會餘下2名非建制派議員。2021年8月26日，候選人資格審查委員會就鄭‍松‍泰的選舉委員會當然委員資格裁定他的登記無效，由於鄭松泰被依法認定不符合擁護《基本法》、不符合效忠香港特別行政區的法定要求和條件，根據全國人大常委會的決定，鄭松泰即‍時喪失立法會議員資格。
建制派方面，工聯會议员麥美娟对这些人评价称“民主派總辭只是鬧劇，藉以污衊全國人大常委會對立法會議員資格的決定”，她表示遺憾及認為不必要。
立法會主席兼議員梁君彥在會見記者中表示就全國人大常委會的決定表示理解及尊重。同時收到政府的信件，內容是根據上述決定宣布了4位第六屆立法會議員，喪失議員資格，他們的議席於今年7月30日起出缺。香港現正面對經濟低迷、民生困頓、疫情反覆的問題，我希望各黨派議員努力及務實地為香港出力，以市民福祉為依歸，共同解決當前的種種困難。
11月12日，大公報在網上公開公佈楊岳橋、郭榮鏗、郭家麒及梁繼昌的DQ理據。
11月13日，香港特别行政区政府刊登憲報，宣佈楊岳橋、郭榮鏗、郭家麒及梁繼昌原所代表的新界東，法律界功能界別，新界西及會計界功能界別的立法會議員席位於2020年7月30日起出現空缺。
11月14日，香港基本法委員會副主任，前港區人大代表譚惠珠公佈楊岳橋、郭榮鏗、郭家麒及梁繼昌的“賣國”證據，透露他們真正被DQ的原因。
11月25日，行政长官林郑月娥发表2020年度《施政报告》，提及到香港特區政府將在2020年內提交草案，修訂《宣誓及聲明條例》和《立法會條例》等本地法例，以完善宣誓安排及處理宣誓就職後因從事違反誓言的行為而須承擔的法律後果和相關的法定程序。

## 各界反應

### 中華人民共和國
國務院港澳辦及香港中聯辦分別發聲明，表示堅決支持全國人大常委會的決定。中聯辦指愛國愛港是每一個香港特區從政者必須堅守的政治倫理，人大常委會決定在制度上劃定底線，立下規矩。國務院港澳辦亦指郭榮鏗等人不能延任是堅守一國兩制底線，維護憲法和基本法權威。外交部驻港公署发言人表示反對外部势力插手香港事务。外交部發言人趙立堅對五眼聯盟外長聯合聲明要求立即恢復4人立法會議員資格表態，表示「不管他们长五只眼，还是十只眼，只要胆敢损害中国主权、安全、发展利益，小心他们的眼睛被戳瞎」。中國駐美、駐英大使館發言人均發言反對五眼聯盟外長的聯合聲明。
11月17日，國務院港澳事務辦公室常務副主任張曉明以视频形式，在香港律政司主辦的《香港基本法》頒布30週年法律高峰论坛上致辭时，就四名香港立法會民主派議員被撤銷資格一事发表评论。張曉明稱，這項決定代表著「反中亂港者出局已成為法律規範」，他還表示港人該認識到“中国共产党领导下的中国特色社会主义制度是香港资本主义制度长期不变的依托和保障”。

#### 香港特區

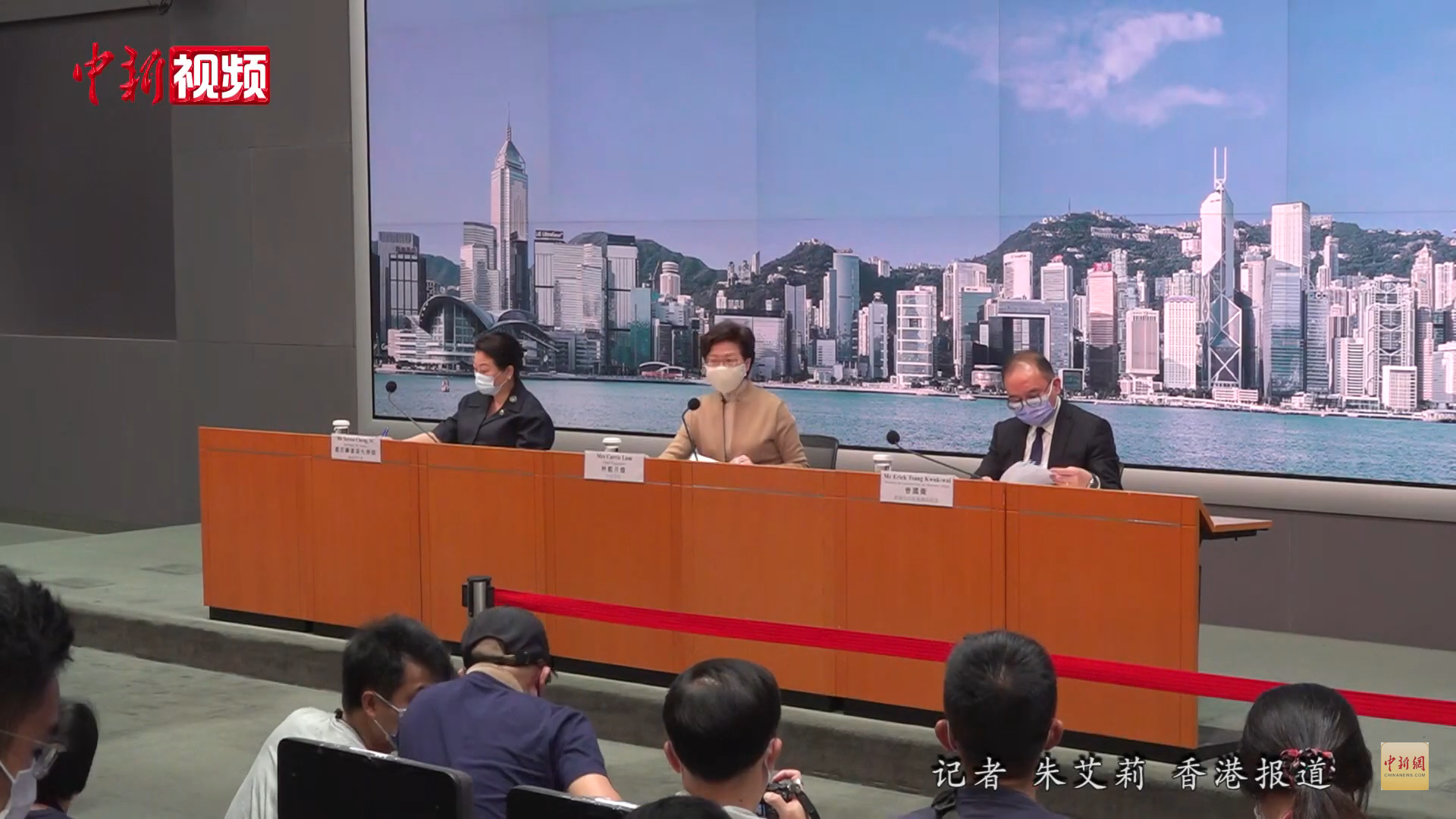
2020年11月11日，香港行政长官林郑月娥表示，全国人大常委会取消四议员资格有必要性

2020年11月11日，香港行政长官林郑月娥表示，全国人大常委会取消四议员资格有必要性。之后特区政府就一些國家對決定的批評表示反对和谴责。

### 台湾
中華民國大陸委員會表示，中共全國人大常委會通過的關於香港立法會議員資格問題的決定，並據以撤銷4名由港人選舉產生的泛民立法會議員之資格，凸顯相關方面極度罔顧民意，假借國安之名任意宰制香港立法會。

### 美國
2020年12月7日，美國財政部因全國人民代表大會常務委員會褫奪4名香港立法會議員的資格，宣佈制裁包括中共中央政治局委員王晨在內的第十三屆全國人大常委會副委員長全數共14人。
美國國家安全顧問奧布萊恩指事件反映中共公然違反國際承諾，美國將會繼續制裁令香港失去自由的人士。

### 英國
英國外交大臣藍韜文批評事件進一步侵犯《中英聯合聲明》訂明香港擁有的高度自治和自由，將會令中國國際聲譽變得暗淡，削弱香港長遠穩定。
英國外交部亞洲事務國務大臣奈傑爾·亞當斯回應國會議員質詢時指，中國第三次違反中英聯合聲明，將繼續考慮採取馬格尼茨基式制裁行動。
11月18日，英国、澳大利亚、加拿大和新西兰的外交部长及美国国务卿发表联合声明，并指出根据在联合国备案的有法律约束力的中英联合声明，中国的行动违反了其国际义务，违反了中国承诺香港享有“高度自治”的承诺。

### 加拿大
加拿大外交部長商鵬飛譴責事件，認為進一步侵蝕香港的自治，收窄表達自由和公眾參與管治空間，亦顯示基本法和一國兩制下的高度自治未獲正視；加拿大對中國破壞國際承諾深感失望，會繼續站在香港人的一方。

### 澳洲
澳洲外交部長瑪麗斯·佩恩指事件嚴重損害香港的民主進程和制度，以及《基本法》和《中英聯合聲明》所承諾的高度自治。

### 歐盟
歐盟27國發表聲明批評決定嚴重打擊了香港的政治多元化和意見自由，破壞一國兩制下香港擁有的自治權，要求當局立即撤銷決定和恢復立法會議員職務。